# علوم اجتماعی (کتاب درسی)
علوم اجتماعی یک کتاب درسی دبیرستانی از رضا خزائل، محمد مشایخی و علی‌اکبر جلائی‌فر است که در سال ۱۳۳۵ منتشر و برندهٔ جایزه کتاب سال سلطنتی شد.